# Мученики Євгеній, Кандид, Валеріан й Акила
Святі мученики Євгеній, Кандид, Валеріан й Акила постраждали за віру в Христа під час царювання Діоклетіана і Максиміліана (284-305) від полководця Лісія.
Валеріан, Кандид і Акила під час гонінь сховалися в Гранезондських горах, віддавши перевагу життю із звірами перебуванню серед язичників. Але і тут вони були скоро знайдені і приведені в Гранезонд. За сміливе і тверде визнання Христової віри святих мучеників били воловими жилами, посипали рани сіллю і палили вогнем. Через декілька днів був узятий і Євгеній, його піддали тим ж мукам. Після катувань чотирьох мучеників кинули в розжарену піч; коли ж вони вийшли з неї неушкодженими, їм відсікли голови.
Прийняли святі мученицьку смерть у другій половині III ст.
Пам'ять — 3 лютого